# NGC 2564
NGC 2564 è una galassia lenticolare situata nella costellazione della Poppa, a una distanza di circa 256 milioni di anni luce dalla nostra Via Lattea.

## Scoperta
La galassia è stata scoperta il 28 gennaio 1837 dall'astronomo britannico John Herschel.